# Собор в Кесарии Палестинской (334)
Собор в Кесарии Палестинской был созван императором Константином Великим в 334 году для рассмотрения выдвинутых против архиепископа Александрийского Афанасия. Не явившись на собор, Афанасий тем не менее смог добиться временной победы — до Тирского собора 335 года, на котором он был отправлен в ссылку.

## Обвинения против Афанасия

### «Льняные туники»
Союз мелитиан и ариан сформировался вскоре после собора в Вифинии (т. н. «вторая сессия Никейского собора»). Согласно Афанасию, Евсевий Никомедийский убедил мелитиан «придумать какой-нибудь предлог, как это было сделано против Петра, Ахиллы и Александра» чтобы они могли распространять против них доносы. Другую версию формирования этого альянса приводит Епифаний Кипрский, согласно которому Евсевий помог организовать встречу прибывших в столицу мелитиан с императором, датируя это событие ещё при жизни епископа Александра, т.е. 328 годом что, по мнению Т. Барнса, не возможно.
Согласно записям самого Афанасия, сделанным почти через тридцать лет после этих событий, по совету Евсевия, три мелитианских священника выдвинули против него обвинение во введении незаконного сбора в Египте. О смысле этого сбора известно только то, что он каким-то образом был связан с льняными туниками. Поскольку, судя принятой датировке «Пасхальных писем» Афанасий был тогда в Фиваиде, на обвинения отвечали перед императором вместо него два александрийских пресвитера, Апис и Макарий, последний из которых играл в дальнейшем роль посланника александрийского епископа при дворе. Согласно Афанасию, защита была успешна и мелитиане были сами обвинены, однако император потребовал Афанасия прибыть ко двору. Письмо Константина, в котором содержится вызов, не сохранилось. Вероятно, он не был срочным т. к. во второй неделе апреля епископ отпраздновал Пасху в Александрии и прибыл в резиденцию Константина в Псамафии на окраине Никомедии осенью 331 года.
Узнав о скором прибытии Афанасия ко двору, Евсевий Никомедийский убедил мелитианскую делегацию остаться в районе столицы с тем, чтобы по прибытии епископа выдвинуть против него новые обвинения. В результате, когда Афанасий предстал перед императором, список обвинений против него состоял из следующих пунктов:
- Прежнее обвинение в незаконном взимании налога, что являлось прерогативой гражданской администрации;
- Незаконное получение епископского звания по причине слишком юного возраста;
- Ранее принадлежавший к мелитианам Макарий, представлявший Афанасия при дворе, ранее был послан в Мареотиду к Исхире, которого должен был доставить в Александрию. Там он оказался вовлечён в конфликт, приведший к разрушению церковной утвари церкви Исхиры;
- Подкуп некоего Филумена с целью заговора против императора Авторство этого обвинения Сократ Схоластик приписывает «евсевианской партии», в которую помимо её главы он включает Феогниса Никейского, Мариса Халкидонского, Урсакия Сингидонского и Валента Мурсийского[1].

Подобный приём, сочетание гражданский и церковных обвинений, оказался действенным средством против Евстафия Антиохийского, обвинённого в савеллианстве, содержании любовницы и оскорблении матери императора и осуждённого Антиохийским собором несколькими годами ранее. Такое сочетание обвинений, по замыслу евсевиан, должно было привести к ссылке Афанасия, после чего он был бы смещён со своей кафедры специально созванным синодом. Второе правило Никейского собора предписывало исключать из клира тех, кто обличён «двумя или тремя свидетелями» или, в переводе К. фон Хефеле, виновных в серьёзном проступке.
Расследование выдвинутых обвинений продолжалось с ноября 331 года по февраль 332 года. Результатом стало полное оправдание александрийского епископа, о чём тот сообщил в своём письме за 332 год.

### «Дело Арсения»
Следующие несколько лет Афанасий провёл занимаясь внутрицерковной борьбой с мелитианами, которых он продолжал считать раскольниками, и Арием, возобновившим свою деятельность в Ливии в 330/331 годах. В начале 333 года Константин направил в Александрию послание, адресованное Арию, в котором после сравнений последнего с язычником Порфирием и богом войн Аресом, призвал его к себе. После этого известно о появлении Ария на Иерусалимском соборе в 335 году и торжествах по случаю торжественного освящения Храма Гроба Господня в присутствии императора. В этот период, насколько можно видеть из писем Афанасия, он считал свои позиции достаточно прочными и не видел опасности со стороны ариан.
Неизвестно точно, когда появились новые обвинения, связываемые с лидером анти-афанасиевской оппозиции Иоанном Архафом:
- Прежнее обвинение в разрушении Макарием сосудов Исхиры;
- Убийство мелитианского епископа Арсения Гипсельского, отрезании руки последнего и использовании её в колдовском обряде.

Эти обвинения были представлены Константину в письменном виде. Упоминание о колдовстве связано с тем, что известны случаи суровой расправы императора с лицами, заподозренными в подобных действиях. Константин отказался повторно рассматривать дело Исхиры, второй вопрос он поручил расследовать своему сводному брату Далмацию. Вскоре Афанасий получил от Далмация письмо с требованием подготовиться к защите после чего Афанасием были разосланы послания к епископам Египта с просьбой произвести розыск Арсения. Также в Фиваиду, где тот предположительно скрывался, был посла диакон. Было установлено, что мнимый убитый скрывается в однм из монастырей нома Антеполис, однако к тому момент, когда туда прибыл посланный Афанасием диакон, тот уже успел скрыться. Монахи, которые его скрывали, были доставлены в Александрию, были независимо подвергнуты пыткам и подтвердили, что Арсений жив. Афанасию ничего не оставалось кроме как сообщить Далмацию и императору о том, что Арсений жив, но скрывается.

## Проведение собора
В то время, пока Афанасий вёл свои поиски в Египте, его противники при дворе, к которым Феодорит Кирский причислил Евсевия Никомедийского, Феогниса Никейского и Феодора Перинфского убеждали императора, что Афанасий «совершил многие и невыразимые злодеяния», которые «не только нестерпимы, но и невыносимы для слуха». Также они убеждали Константина, что александрийский епископ главная причина всех беспорядков в Египте. В результате им удалось добиться созыва собора в Кесарии Палестинской.
В начале 334 года были разосланы приглашения епископам, а также мелитианским священникам. Как обвиняемая сторона, Афанасий также получил приглашение, однако, благодаря своим источникам при дворе он знал, что его ожидает на соборе и предпочёл на нём не появляться. Получив его отказ, собравшиеся епископы, собравшись, составили письмо Константину, обвиняя Афанасия в невежестве и оскорблении, что впоследствии на Тирском соборе было использовано как пример неповиновения распоряжениям правителя.
По мнению Т. Д, Барнса, цензору Далмацию при проведении этого собора была отведена роль, аналогичной той, в которой Константин выступал на Никейском соборе, однако эта точка зрения разделяется не всеми исследователями.

## Последствия
Непосредственные итоги собора были благоприятны для Афанасия. Посвятив зиму 334/335 года поискам Арсения, он его наконец обнаружил. Главный обвинитель Афанасия, Иоанн Архаф, написал письмо Константину, в котором сообщил о своём примирении с церковью и Афанасием. В своём Пасхальном послании за 347 год Афанасий сообщает, что епископство в Гипселе снова занял Арсений, «после того как он снова приобретен для Церкви».